# Ana Zanatti
Ana Maria Zanatti Olival, mais conhecida como Ana Zanatti (Lisboa, 26 de Junho de 1949), é uma actriz, escritora e apresentadora de televisão portuguesa.

## Biografia
Ana Zanatti frequentou uma escola católica, o Colégio do Sagrado Coração de Maria, em Lisboa e, mais tarde, o histórico Liceu Pedro Nunes. Na Faculdade de Letras de Lisboa, frequentou o curso de Filologia Românica, que acabou por abandonar, para ingressar no Curso de Teatro do Conservatório Nacional.
Com uma longa carreira no teatro, na televisão e no cinema, Ana Zanatti estreou-se em 1968 no Teatro da Trindade, na Companhia Nacional de Teatro (Companhia de Teatro Popular), dirigida por Francisco Ribeiro. Inicia a sua carreira no cinema em 1968 com o filme Estrada da Vida, de Henrique Campos.
Em 1975, traduz e produz, conjuntamente com a actriz Zita Duarte, a peça "A Verdadeira História de Jack Estripador", de Elizabeth Huppert.
Em 1968, é convidada para se iniciar como apresentadora na RTP, onde, a par do seu trabalho como actriz, deu voz, ao longo de 26 anos, a inúmeros documentários, apresentou telejornais, concursos, noites de cinema, programas sobre artes e espetáculos e cinco edições do Festival da Canção, alguns deles em parceria com diversos apresentadores como Eládio Clímaco, Fialho Gouveia, Alice Cruz, Maria Elisa, António Sala, Artur Agostinho, Henrique Mendes. Ao longo de 12 anos, foi a voz institucional do Canal Odisseia.
Em 1982, desempenhou o papel mais destacado da sua carreira de cinema, no filme O Lugar do Morto, de  António Pedro Vasconcelos, um marco na história do cinema nacional e um dos filmes mais vistos pelos portugueses. Participa também na primeira telenovela portuguesa, Vila Faia.
Em 1984 foi convidada para representar Portugal no espectáculo comemorativo da entrada de Portugal e Espanha na CEE, em Estrasburgo, no Parlamento Europeu e, no mesmo ano, é uma das 25 mulheres escolhidas para representar Portugal em Bruxelas pela condição feminina da CEE.
Em 1988 é coautora, com Rosa Lobato de Faria, da telenovela Passerelle, e a partir desse momento desenvolve outros trabalhos de autoria, como O Espírito da Cor, (documentário em 12 episódios), Cacau da Ribeira (10 episódios de ficção), tendo em 2009 sido coautora e apresentadora do programa "Sete Palmos de Testa", na RTP2.
Em 1995 regressa ao teatro, desta vez no Teatro Aberto, com a peça "O Ensaio", de Jean Anouilh, encenada por João Lourenço.
A sua participação em trabalhos em televisão engloba séries como A Senhora Ministra, Ballet Rose, Riscos, Liberdade 21, Nico D'Obra, Nós os Ricos, Médico de Família, Morangos com Açúcar, Os Compadres, bem como as telenovelas Verão Quente, Desencontros, Ajuste de Contas, A Senhora das Águas, Saber Amar, entre outras.
É também autora de letras para canções interpretadas por diversos cantores, nomeadamente "Telepatia", de Lara Li, e outros temas cantados por Mafalda Sacchetti, Paulo de Carvalho, Carlos Zel, Dina, Lena d'Água, Alexandra, FF, Chris Kopke, Ana Roque e outros.
Em 2003 publicou o seu primeiro romance, "Os Sinais do Medo", seguindo-se "Agradece o Beijo" e uma trilogia de contos infantis, "O Povo Luz e os Homens Sombra", Edições Dom Quixote.
Ana Zanatti tem sido membro de diversos júris de cinema, quer para atribuição estatal de subsídios quer para atribuição de prémios como o de "Melhor Longa-metragem" do Festival de Cinema Gay e Lésbico de Lisboa, em 2006.
Em 2009, foi convidada para ser uma das oradoras na sessão de apresentação pública do primeiro movimento da sociedade civil de defesa dos direitos dos homossexuais pelo casamento, realizada no Cinema São Jorge, em Lisboa, onde torna pública a sua homossexualidade. Dentre várias declarações a jornais e revistas, a actriz frisou "que não aceita perder direitos por fazer parte de uma minoria".
Em 2011, edita "Teodorico e as Mães Cegonhas" e faz as dobragens do jogo "Uncharted 3", da Naughty Dog, como voz de Katerine Marlowe.
Em Maio de 2013 publica o romance "E onde é que está o Amor?".
Em 2015 participa na novela da SIC "Coração d'Ouro".
Em 2016 interpreta uma terapeuta na série "Terapia" da RTP , versão portuguesa de "In treatment" , com Virgílio Castelo.
Em Março de 2016 publica o ensaio "O Sexo Inútil" .

## Trabalhos
- 1968 - Participação em programas juvenis, RTP
- 1968 - Participação em folhetins radiofónicos
- 1970 - Inaugura a apresentação televisiva na hora do almoço, RTP
- 1970 - Colaboração nos Parodiantes de Lisboa, RCP
- 1971 - Apresentação do programa de Mário Dias Ramos, Canal 13
- 1971 - Ingressa na RTP como locutora
- 1972 - Apresentação de programa de rádio CDC, RCP
- 1973 - Apresentação do programa «Taco a Taco» com Artur Agostinho
- 1974 - Apresentação do Festival RTP da Canção
- 1977 - Apresentação do Festival RTP da Canção
- 1979 - Apresentação do Festival RTP da Canção
- 1980 - Apresentação do Festival RTP da Canção
- 1984 - Apresentação do concurso «Miss Portugal», RTP
- 1984 - Representa Portugal no Parlamento Europeu, em Estrasburgo, para comemorar a entrada de Portugal e Espanha na CEE
- 1984 - É umas 25 mulheres escolhidas para representar Portugal em Bruxelas pela Comissão da Condição Feminina da CEE
- 1984 - Autora e apresentadora de «Cine-Teatro», rubrica semanal com Eládio Clímaco
- 1985 - Apresentação do Festival RTP da Canção
- 1986 - Autora de coluna semanal no jornal «Sete»
- 1987 - Locução "off" de séries televisivas
- 1987 - Autora e apresentação do programa de rádio «Um Toque de Classe», RC
- 1987 - Apresentação do Festival da RTP da Canção na Madeira
- 1987 - Apresentação do Festival OTI
- 1987 - Apresentação de «Noites de Gala», de João Maria Tudela
- 1987 - Apresentação do concurso «Miss Portugal», RTP
- 1987 - Apresentação dos «Prémios RTC»
- 1987 - Júri em concurso RTP
- 1988 - Apresentação do concurso «Miss Portugal», RTP
- 1988 - Apresentação da Gala «Prémios RTC»
- 1989 - Apresentação da Gala «Prémios RTC»
- 1989 - Apresentação do programa «Jogos sem Fronteiras» com Eládio Clímaco, na Madeira
- 1989 - Comentadora para a RTP do Festival Eurovisão da Canção, em Lausanne
- 1992 - Apresentação do Festival RTP da Canção
- 1992 - Apresentação do Grande Prémio da Música Popular Portuguesa, em Providence, EUA
- 1994 - Apresentação da Gala «Prémios RTC»
- 1994 - Apresentação do sorteio «Lotaria Europeia»
- 1994 - Apresentação do espectáculo comemorativo dos 20 Anos do 25 de Abril, FIL
- 1994 - Apresentação do Grande Prémio da Música Popular Portuguesa, homenagem a Amália Rodrigues, em Providence, EUA
- 1996 - Apresentação da Gala «Prémios RTC», no Casino Estoril
- 1997 - Nomeada como voz institucional do Canal «Odisseia», TV Cabo
- 1998 - Apresentação do espectáculo em homenagem a Amália Rodrigues, Teatro Camões, Expo 98
- 1998 - Apresentação da Gala «Prémios RTC», no Casino Estoril
- 2001 - Colaboração em artigo mensal na revista «ELLE»
- 2002 - Autora de temas musicais para a Telenovela «Sonhos Traídos», com Dina, para a TVI
- 2004 - Colaboração em artigo mensal, na página «Tempo de Ler» na revista «Os Meus Livros»
- 2008 - Adaptação para português das canções do musical «Cabaret», Teatro Maria Matos, Diogo Infante
- 2008 - Direcção de actores e autoria de um conto, sobre homoparentalidade, «Teodorico e as duas Mães» para a série «Vamos Ouvir» RTP 2
- 2008 - Tradução e adaptação do musical «Máquina de somar», de Joshua Smidt
- 2008 - Direcção de actores nas dobragens do filme «A Venitien Rascal» RTP 2
- 2009 - Adaptação para teatro do livro «O Planeta Adormecido»
- 2010 - Letras do CD «O Planeta Adormecido» com música do João Gil
- 2010 - Direcção de actores da série «Histórias aos Quadrinhos», RTP 2
- 2010 - Autoria de um conto «Aldeia das Coisas Tortas» para a série «Histórias aos Quadrinhos» RTP 2
- 2010 - Júri para atribuição de subsídios do ICA
- 2010 - Colaboração com a revista literária «INÚTIL»
- 2010 - Estreia do filme «O Planeta Adormecido» produção RTP 2 / MOLA / Caixa Geral de Depósitos
- 2011 - Workshop sobre GTO, Teatro do Oprimido
- 2012 - Colaboradora na Colectânea de Poesia "O Pão" - Tea for one
- 2015 - Dobragem da personagem Marlowe - Uncharted

### Teatro
- 1968 - «Cautela Libertino», de Luigi Pirandello, Teatro da Trindade
- 1969 - «A Torre e o Galinheiro», Comédia de Vitório Calvino, Teatro da Trindade
- 1975 - «Equus», de Peter Shaffer, Teatro Variedades
- 1977 - «A verdadeira história de Jack o Estripador», de Elizabeth Huppert, Grupo de Teatro que forma com Zita Duarte
- 1978 - «È…», de Millor Fernandes, Teatro Monumental, Teatro Maria Matos e Teatro Sá da Bandeira
- 1979 - «O Encontro», RTP
- 1980 - «Mais vale Sá…», Teatro Maria Vitória
- 1981 - «Ó Patego olha o balão», Teatro Maria Vitória
- 1983 - «Há mas são verdes», Teatro Variedades[6]
- 1995 - «O Ensaio», de Jean Anouilh, Teatro Aberto
- 1999 - «O Teatro é Puro Cinema», de Álvaro Garcia de Zuñiga

### Cinema
- 1968 - «A Estrada da Vida», de Henrique Campos
- 1970 - Nojo aos Cães, de António de Macedo
- 1973 - Cântico Final, de Manuel Guimarães
- 1975 - «Os demónios de Alcácer Quibir», de José Fonseca e Costa
- 1977 - «A Confederação», de Luís Galvão Teles
- 1982 - «O Lugar do Morto», de António Pedro Vasconcelos
- 1985 - «Cartas de Amor de Uma Freira Portuguesa», de Jesus Franco
- 1996 - «Dois Dragões», de Margarida Cardoso
- 1996 - «Porto Santo», de Vicente Jorge Silva
- 1999 - «Um dia na Vida», de Álvaro Garcia de Zuñiga, curta-metragem
- 2000 - «Aniversário», SIC, telefilme
- 2002 - «Radio Relâmpago, de José Nascimento, telefilme
- 2002 - A Filha, de Solveig Nordlund
- 2003 - «Milagre Segundo Salomé», de Mário Barroso
- 2003 - «Lá Fora», de Fernando Lopes
- 2008 - «Milionária a dias», TVI, telefilme
- 2011 - «A Mãe do Meu Filho», TVI, telefilme

### Televisão (como atriz)
| Ano       | Projeto                     | Personagem           | Canal | Notas                                           |
| --------- | --------------------------- | -------------------- | ----- | ----------------------------------------------- |
| 1979      | O Homem Que Matou o Diabo   | Isabel               | RTP   | de Aquilino Ribeiro                             |
| 1979      | Mata e Esfola               |                      | RTP   | de Natália Correia e de sua autoria             |
| 1981      | A Senhora Ministra          | Madalena             | RTP   | peça de teatro emitida em televisão             |
| 1982      | Vila Faia                   | Madalena Andrade     | RTP   | primeira telenovela portuguesa                  |
| 1987      | Cacau da Ribeira            | Inês                 | RTP   | da sua autoria                                  |
| 1988      | Passerelle                  | n/a                  | RTP   | da sua autoria juntamente com Rosa Lobato Faria |
| 1992/1993 | Grande Noite                |                      | RTP   |                                                 |
| 1993/1994 | Verão Quente                | Maria Franco         | RTP   |                                                 |
| 1995      | A Mulher do Senhor Ministro | mulher do engenheiro | RTP   | pequena participação                            |
| 1995      | Desencontros                | Madalena Serpa       | RTP   |                                                 |
| 1993/1996 | Nico D'Obra                 | Alice Mendes Lopes   | RTP   |                                                 |
| 1996      | Polícias                    | Juíza                | RTP   | pequena participação                            |
| 1996/1997 | Nós os Ricos                | Joana                | RTP   |                                                 |
| 1997      | As Lições do Tonecas        |                      | RTP   | pequena participação                            |
| 1997/1998 | Riscos                      | Margarida            | RTP   |                                                 |
| 1998      | Ballet Rose                 | Condessa da Rocha    | RTP   | pequena participação                            |
| 1999      | Médico de Família           | Marta                | SIC   |                                                 |
| 2000/2001 | Ajuste de Contas            | Rita                 | RTP   |                                                 |
| 2001      | Segredo de Justiça          | Juíza                | RTP   | pequena participação                            |
| 2001      | Sábado à Noite              |                      | RTP   | pequena participação                            |
| 2001/2002 | A Senhora das Águas         | Graça Mendes Borges  | RTP   |                                                 |
| 2002      | Camilo, o Pendura           | Teresa               | RTP   | pequena participação                            |
| 2003      | Saber Amar                  | Mary Higgins         | TVI   |                                                 |
| 2004      | Inspector Max               | Tita                 | TVI   | pequena participação                            |
| 2005/2007 | Morangos com Açúcar         | Maria José Campos    | TVI   |                                                 |
| 2008      | Casos da Vida               | São                  | TVI   | pequena participação                            |
| 2008/2011 | Liberdade 21                | Juíza                | RTP   |                                                 |
| 2011      | Os Compadres                | Odete                | RTP   | Temporada 1                                     |
| 2012      | Dancin' Days                | Juíza                | SIC   | pequena participação                            |
| 2013      | Os Compadres                | Odete                | RTP   | Temporada 2                                     |
| 2015      | Coração D'Ouro              | Sara Amaral          | SIC   | pequena participação                            |
| 2016      | Terapia                     | Graça Ribeiro        | RTP   |                                                 |

### Televisão
- 1988 - Passerelle, co-autora
- 1989 - «O Espírito da cor», co-autora e apresentadora, documentário
- 1990 - «Uma boleia até…», co-autora
- 1992 - «Grande Noite», de Filipe La Féria
- 1993 - Verão Quente, personagem «Maria Franco»
- 1993 - «Nico d’Obra», personagem «Alice»
- 1994/1995 - Desencontros, de Moita Flores e L. Filipe Costa, personagem «Madalena Serpa»
- 1996 - «Sim ou Não», SIC
- 1996 - «Quem é o quê», RTP 1
- 1996 - «Noite de Gala», de Filipe La Féria
- 1996 - «Casa Cheia», RTP 1
- 1996/1997 - Nós os Ricos, personagem «Joana»
- 1996 - «Docas», TVI
- 1996 - «Sim, Sr. Ministro», TVI
- 1997 - As Lições do Tonecas, RTP 1
- 1997 - Riscos, RTP 1, personagem «Margarida»
- 1997 - Ballet Rose, de Moita Flores, personagem «Condessa da Rocha»
- 1999 - Médico de Família, SIC, personagem «Marta»
- 2000 - Ajuste de Contas, RTP 1, personagem «Rita»
- 2001 - «Maiores de 20», RTP
- 2001 - «Sábado à Noite», de Filipe La Féria
- 2001 - «Culpa Formada», RTP
- 2001/2002 - A Senhora das Águas RTP 'Graça Mendes Borges'
- 2002 - Camilo, o Pendura RTP
- 2002 - Saber Amar, de Mary Higgins, TVI
- 2004 - Inspector Max TVI
- 2005 - Morangos com Açúcar, personagem «Maria José Campos»
- 2008 - Casos da Vida, personagem «São»
- 2008 - Liberdade 21, personagem «Juíza»
- 2008 - «Sete Palmos de Testa»,  co-autora e apresentadora, RTP 2[7]
- 2011 - Os Compadres RTP 'Odete' (1.ª temporada)
- 2012 - Dancin' Days SIC 'Juíza'
- 2013 - Os Compadres RTP 'Odete' (2.ª temporada)
- 2015 - Coração D'Ouro SIC 'Sara Amaral'
- 2016 - Em Terapia RTP 'Graça Ribeiro'

### Escrita
- 2003- Os Sinais do Medo, Edições Dom Quixote
- 2005- Agradece o Beijo, Edições Dom Quixote
- 2006- O Povo-Luz e os Homens-Sombra  - O Segredo da Romã (literatura infantil) - ilustrações de Carla Nazareth, Edições Dom Quixote
- 2007- O Povo-Luz e os Homens Sombra – O Planeta Adormecido (literatura infantil), Edições Dom Quixote
- 2008- O Povo-Luz e os Homens Sombra – A Grande Travessia (literatura infantil), Edições Dom Quixote
- 2011- Teodorico e as Mães Cegonhas - ilustrações de Storytailors[8] (literatura infantil), Edições Alfaguara Objectiva
- 2013- E onde é que está o Amor ?, Edições Guerra e Paz
- 2016- O sexo inútil, Sextante Editora

#### Colectâneas de contos
- 2005- 40, Quarenta, Edições Dom Quixote
- 2008- Micro Contos - ed.Pitanga- antologia portuguesa e brasileira
- 2009- Um Rio de Contos (antologia de contos) Editorial Tágide
- 2009- Traço a traço, fazemos laços - ed. Nós na Linha
- 2014- Do Branco ao Negro (contos), Edições Sextante

#### Poesia- colectâneas
- 2013- Este é o Meu Corpo, Edições Tea For One
- 2013- 21 Cartas de Amor, Edições Abraço
- 2013- Cintilações Da Sombra 2, (antologia), Edições Labirinto

## Prémios
- 1980 - Troféu Nova Gente, prémio Revelação no Teatro de Revista
- 1980 - Prémio TV Guia, apresentadora mais popular01
- 1984 - Troféu Nova Gente, Melhor Actriz de Cinema
- 1986 - Prémio Sete de Ouro, atribuído pelo semanário Sete, "Melhor Actriz de Cinema" no filme «O Lugar do Morto»
- 1986 - Troféu Nova Gente, "Melhor Actriz de Cinema"
- 1997 - Globo de Ouro, SIC, "Melhor Actriz de Cinema"[9]
- 2009 - Prémio da Rede Ex-Aequo
- 2011 - Prémio Arco-Íris, atribuído pela Associação ILGA Portugal em reconhecimento do seu contributo na luta contra a discriminação e a homofobia.[10]
- 2012 - Prémio da Rede Ex-Aequo